# 植草歩

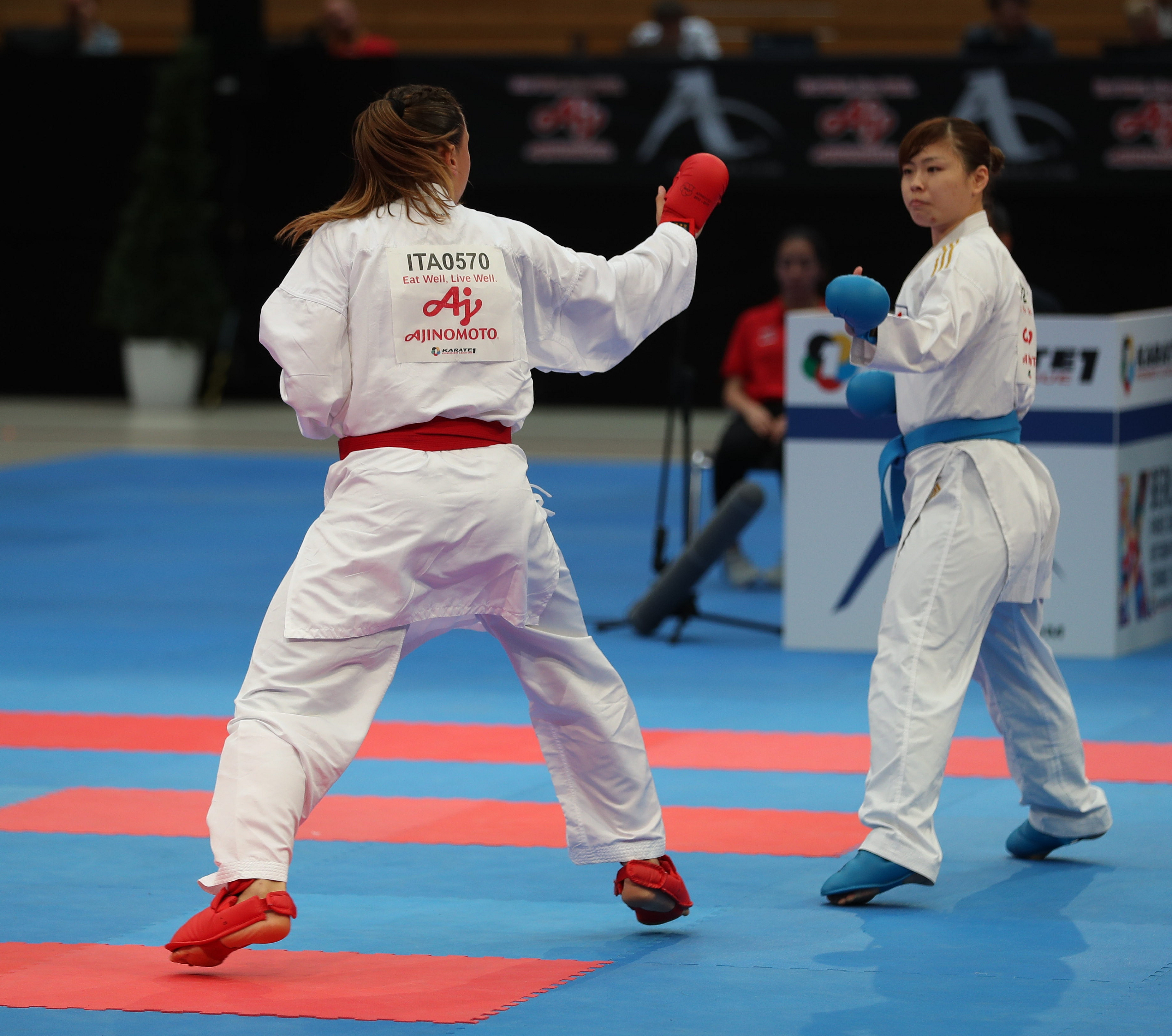
植草 歩, 2018

植草 歩（うえくさ あゆみ、1992年7月25日 - ）は、千葉県八街市出身の女子空手家、モデルである。身長168cm、体重68kg。ホリプロ所属。

## 人物
- 高校空手界の古豪柏日体高等学校（現日体大柏高等学校）から空手道の特待生で帝京大学に進学。香川政夫師範率いる帝京大学に在籍。大学在学中の2013年、オリンピックの正式種目になっていないスポーツ大会で、コロンビアのサンティアゴ・デ・カリで行われたワールドゲームスで金メダルを獲得（ワールドゲームズ空手道競技#組手68kg超級に参照）[2]。2014年に仁川で行われたアジア競技大会で、女子組手68㎏級以上に出場、結果は3位となった[3]。大学を卒業して引退するつもりだったが、2020年の東京オリンピックに空手道が正式種目になる可能性がある為、現役続投となった[4]。

- 帝京大学卒業後は高栄警備保障に所属[5]。

- 2015年に行われた全日本空手道選手権大会の個人組手で初優勝となった[6]。2016年には皇后盃が下賜された初の大会で連覇、2017年も優勝して3連覇を果たした。その後大会史上初の4連覇する。

- 2018年1月からは日本航空に所属[7]。

- 2020年東京オリンピックの空手競技では女子61kg超級では1次リーグA組で2勝2敗の4位となり準決勝に進めなかった。結果7位で終わる。[8]。

- 2022年 5月 半年間の休養後、現役続行し2年9ヶ月ぶりにKARATE1プレミアリーグRABAT大会で優勝した。同年12月 アジア選手権で優勝。

- 2023年 1月KARATE1プレミアリーグCAIRO大会で優勝。実質の年間チャンピオンとなる。その後2023年の年間チャンピオンになり、4度目のグランドウィナーを取る。

- 2024年 5月1日、自身のSNSで引退を発表した[9]。

- 2024年9月24日に引退会見を行い、9月1日付で母校の日体大柏高等学校空手部の監督に就任した事と併せて、女性向けファッション雑誌「la farfa」の専属プラスサイズモデルとなったことを発表した。

## 備考
- 空手界のきゃりーぱみゅぱみゅとも呼ばれている[4]。
- 2018年1月1日より株式会社ホリプロの社員になった[10]。